# هایلیوتا
هایلیوتاها (نام علمی: Hyliota)، سرده‌ای از پرندگان گنجشک‌سان آفریقا هستند. موقعیت طبقه‌بندی این سرده یک راز دیرینه بوده‌است. آن‌ها در گذشته به‌عنوان سسکان جهان قدیم در خانواده سسکان راستین، یا مربوط به batises و wattle-eyes در خانواده چشم‌پوپیان، سنگ‌چشم‌های بیشه‌ای در خانواده سنگ‌چشمان بیشه‌ای یا حتی مگس‌گیرهای جهان قدیم در خانواده مگس‌گیران در نظر گرفته می‌شدند. تجزیه و تحلیل دی‌ان‌ای میتوکندریایی سرده و خویشاوندان احتمالی نشان داد که آنها هیچ خویشاوندی نزدیکی ندارند و در کلاد Passerida پایه هستند. آنها در حال حاضر اغلب به عنوان یک خانواده تنها، هایلیوتایان (Hyliotidae) در نظر گرفته می‌شوند.

## گونه‌ها
هایلیوتاها Hyliota دارای گونه‌های زیر است:
- هیلیوتای جنوبی (Hyliota australis)
- هیلیوتای شکم‌زرد (Hyliota flavigaster)
- هلیوتای اوسامبارا (Hiliota usambara)
- هیلیوتای پشت‌بنفش (Hyliota violacea)